# Catacomb Ridge
Catacomb Ridge ist ein 1280 m hoher Gebirgskamm mit nordsüdlicher Ausrichtung im ostantarktischen Viktorialand. Im westlichen Abschnitt der Denton Hills erstreckt er sich südlich des Catacomb Hill.
Das New Zealand Geographic Board benannte ihn 1994 in Anlehnung an die Benennung des Catacomb Hill. Dieser trägt seinen Namen wegen der an Katakomben erinnernde Verwitterungshohlräume im Granitgestein seines Gipfels.